# Dresdner Stadtwappen
Das Dresdner Stadtwappen ist ein Hoheitszeichen der sächsischen Landeshauptstadt Dresden.

## Blasonierung
Das Wappen zeigt im gespaltenen Schild [heraldisch] rechts auf goldenem Grund einen nach rechts aufsteigenden rot bezüngten und rot bewehrten schwarzen Meißner Löwen, links auf goldenem Grund zwei schwarze Landsberger Pfähle.

## Wappenbegründung
Der heraldisch rechts abgebildete Meißner Löwe war das Herrschaftssymbol der Wettiner, die die Markgrafschaft Meißen regierten. Er steht für die Abhängigkeit der Stadt von den Markgrafen, die seit der zweiten Hälfte des 15. Jahrhunderts in Dresden residierten. Auch die Landsberger Pfähle verweisen auf ein Stammland der Wettiner. Die Mark Landsberg bestand aus einem nicht näher umrissenen Gebiet zwischen unterer Saale und Elbe. Zwar lag Dresden nicht in diesem Bereich, jedoch entwickelten sich die Landsberger Pfähle zum Familienwappen der Wettiner.

## Geschichte

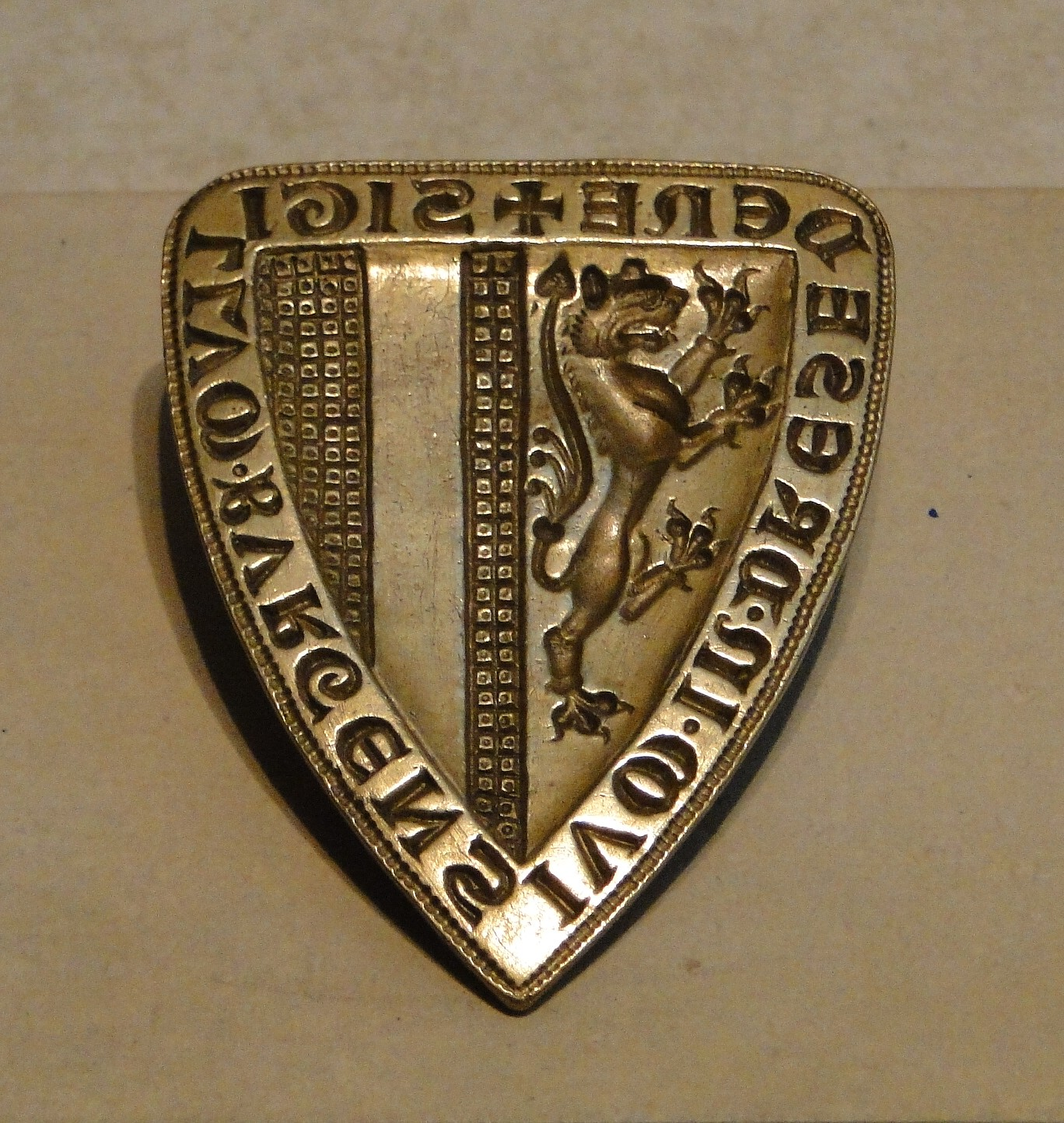
Ratssiegelstempel aus dem Jahr 1309

Die älteste Form des Dresdner Stadtwappens ist als Siegel auf einer Huldigungsurkunde vom 22. Juli 1309 überliefert. Der Rat bezeichnete es damals als „unser stat insygele“, heute ist es im Stadtmuseum Dresden ausgestellt. Es besitzt die Form eines dreieckigen Schildes und zeigt bereits den Meißner Löwen und die Landsberger Pfähle; beide Herrschaftswappen wurden offenbar schon gegen Ende des 13. Jahrhunderts zusammengefügt. Zunächst wurde ein vergleichbares Wappen in Leipzig geführt. Chemnitz und Dresden übernahmen dieses Wappen, wobei Dresden die ursprünglich blauen Landsberger Pfähle zur Unterscheidung von Leipzig schwarz färbte.
Ab dem 17. Jahrhundert vergrößerte sich Dresden sehr stark, so dass viele Siegelanfertigungen notwendig waren. In der Mitte des 17. Jahrhunderts zeigte das Ratssiegel den Löwen und die Pfähle auf einem kleinen runden Schild. Gegen Ende des 19. Jahrhunderts unterzogen Heraldiker das sächsische Wappenwesen einer wissenschaftlichen Prüfung. Am 17. August 1880 führte die Stadt gleichartige Stempel und Petschaften ein, die alten verloren ihre Gültigkeit. Adolf Matthias Hildebrandt gestaltete das neue Stadtwappen, wesentliche Änderung war die Stellung des Löwen.
Das Wappen bestand in zwei Darstellungen: als Wappen mit Helm im Stil der Renaissance und als Schildwappen im Rokokostil. Der Stadtrat billigte die Verwendung beider Formen. Der Helm fiel nach dem Ende des Ersten Weltkriegs allmählich weg. In der Zeit der DDR fand das Wappen auch für den Bezirk Dresden Verwendung, allerdings nicht auf amtlicher Basis. Die aktuelle Spatenform des Wappens wurde 1960 eingeführt, 1986 beschloss der Rat der Stadt eine neue Wappenform. Nach 1989 fand wieder das bereits zur Zeit der Weimarer Republik gültige Wappen Verwendung. Am 8. September 1994 beschloss der Stadtrat das Wappen in seiner heutigen Form.
Neben dem Wappen führt Dresden laut seiner seit dem 4. September 2014 gültigen Hauptsatzung (§ 2 Hoheitszeichen) ein Dienstsiegel. Es zeigt das Wappen der Landeshauptstadt mit der Umschrift „Landeshauptstadt Dresden“. Von 2006 bis 2015 führte die Stadt zusätzlich noch ein Amtssignet. Es bestand aus zwei Quadraten. Im oberen Quadrat ist der gespiegelte Schriftzug „Dresden.“ zu sehen, im unteren ein vereinfachtes Stadtwappen.

## Abbildungen

Altes Dresden Großwappen aus Bronze
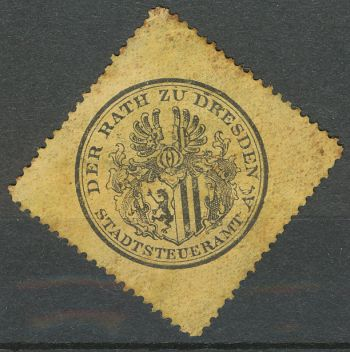
Dienstsiegel des Stadtsteueramts von 1900
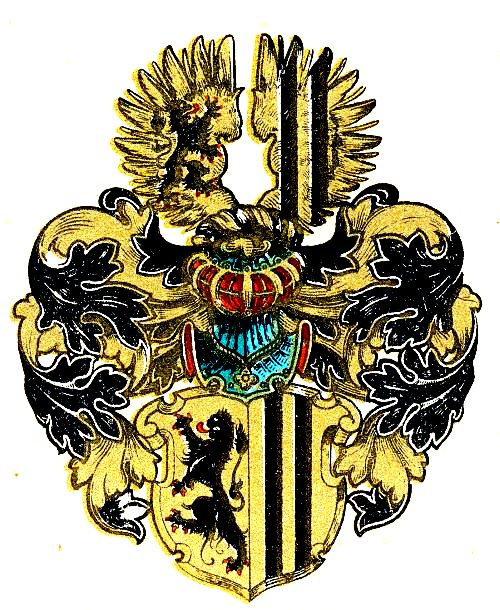
Wappen mit Helm (Renaissancestil) um 1920
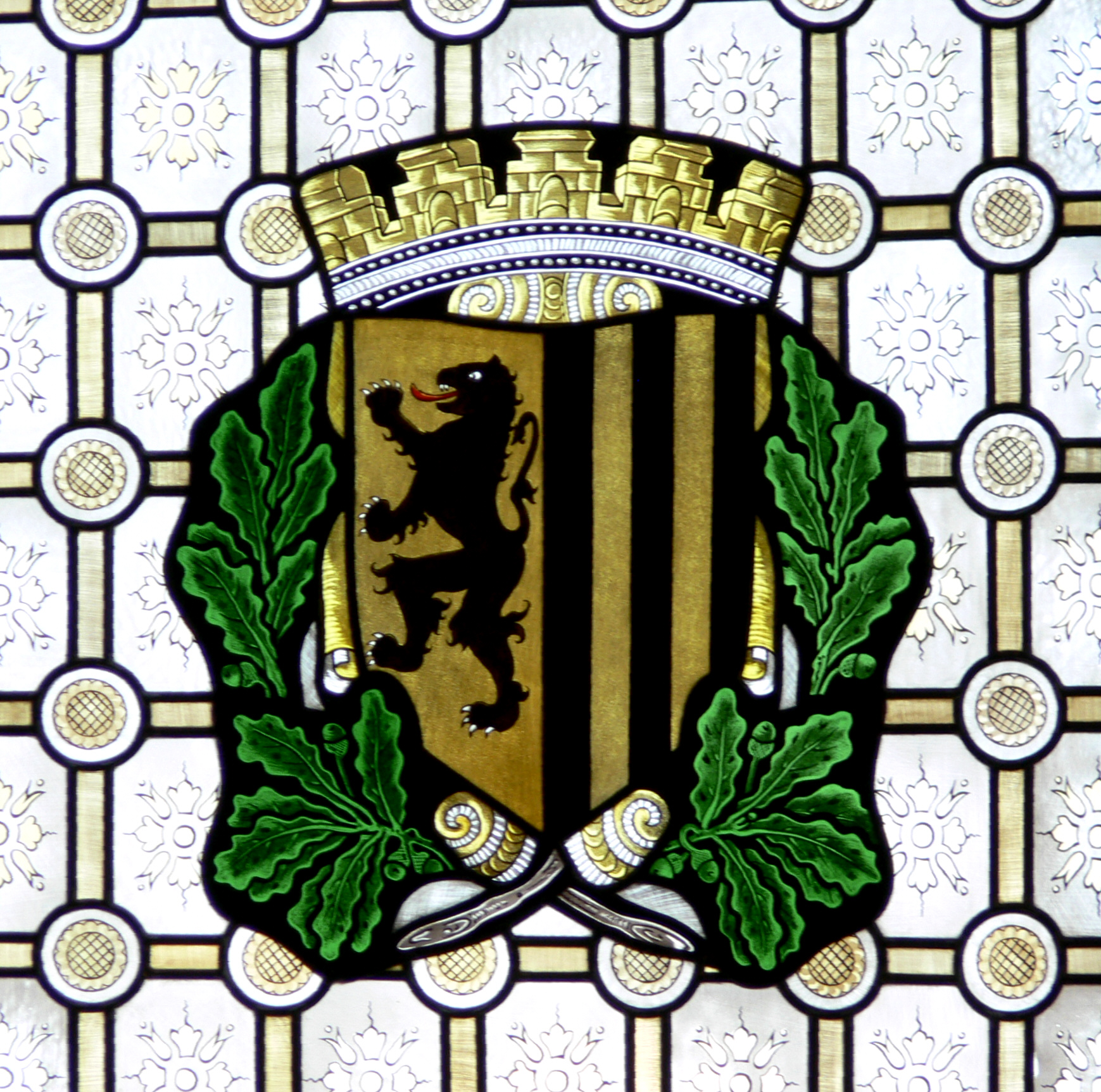
Dresdner Wappen im Großen Sitzungssaal des Reichsgerichtsgebäudes, Leipzig
In der Zeit der DDR ab 1986 genutztes Wappen Dresdens

Verwendung im öffentlichen Raum
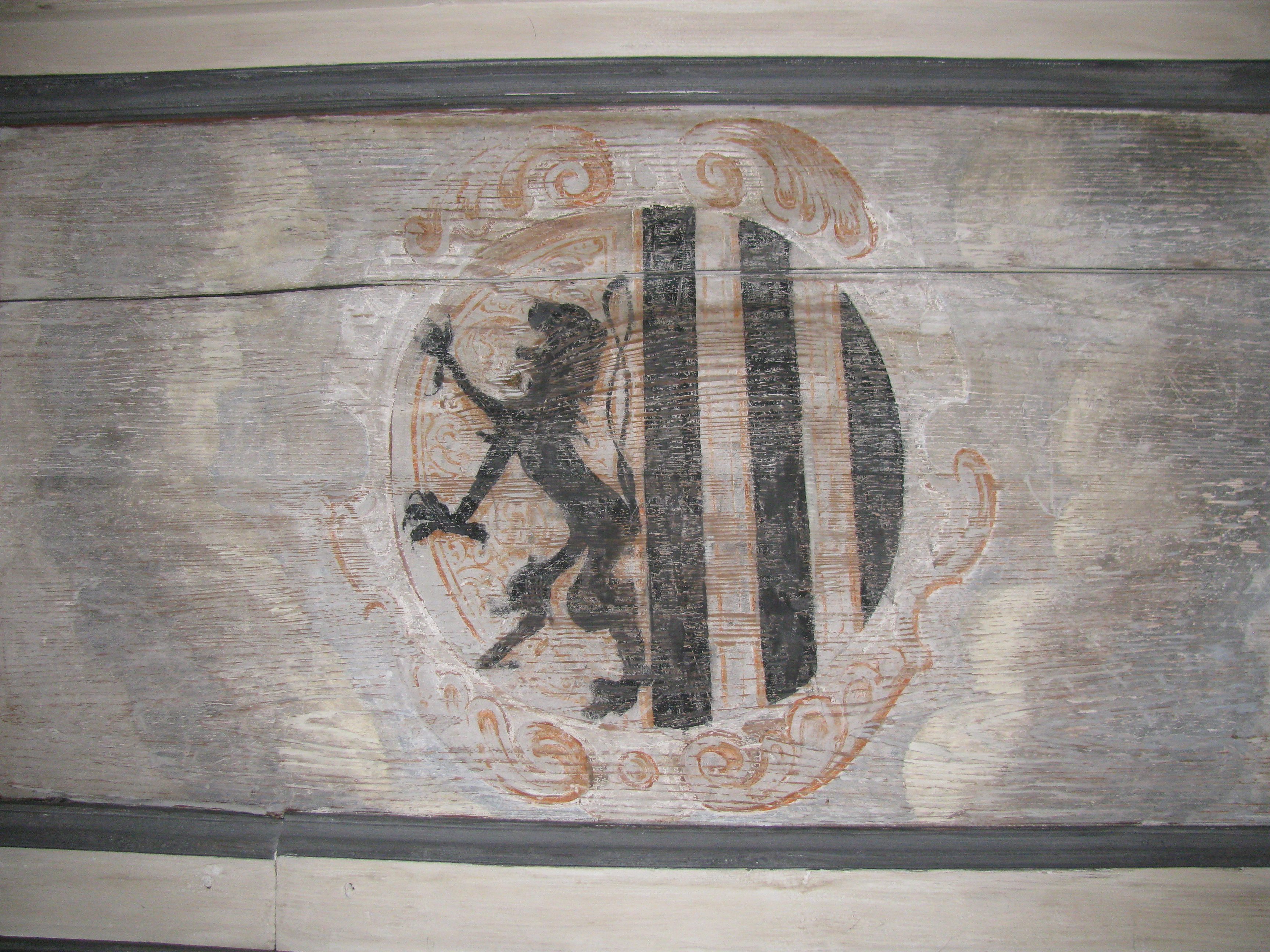
Wappen an der Holzdecke einer Empore in der Kirche Leubnitz-Neuostra
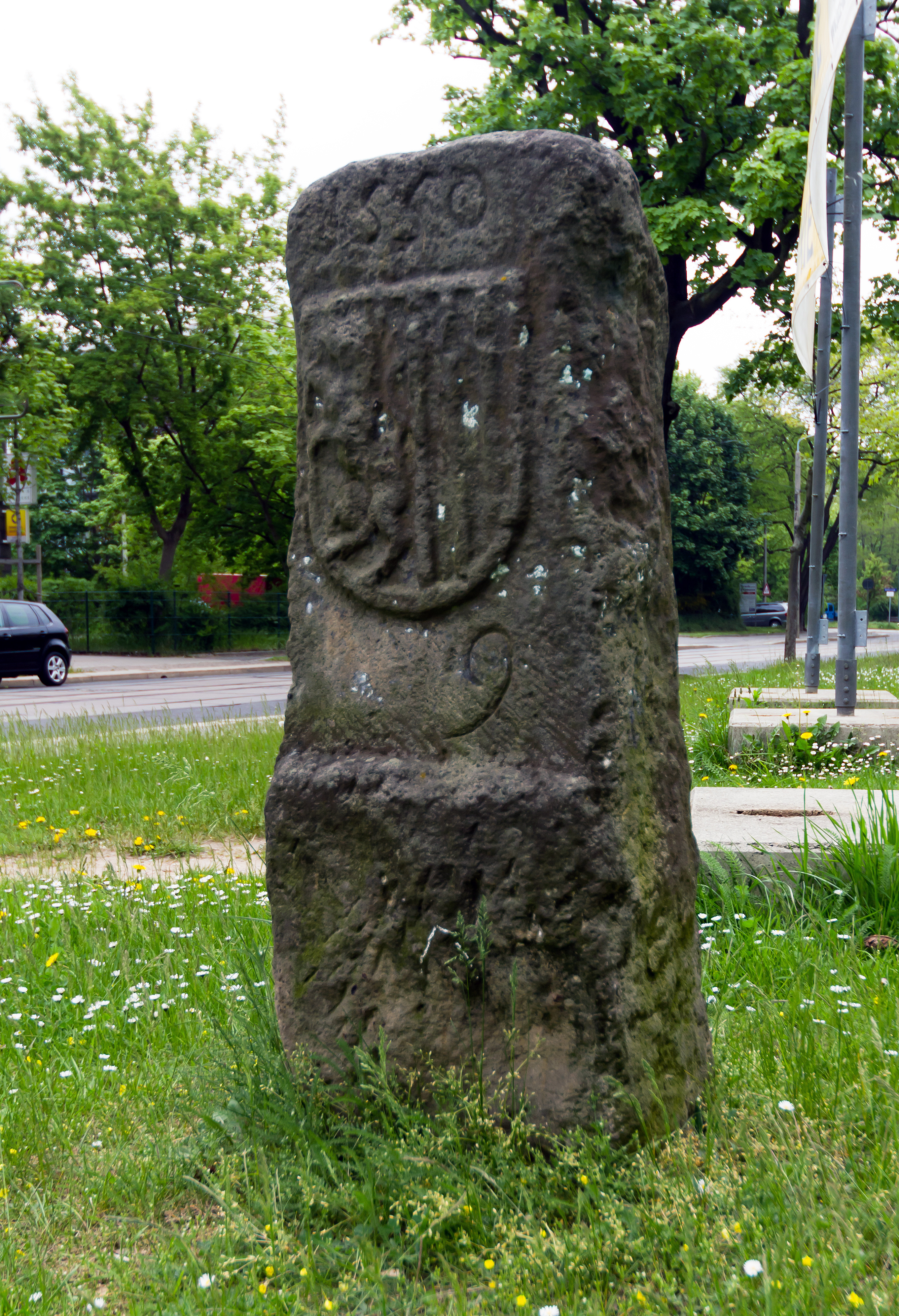
Wappen auf dem Weichbildstein an der Blasewitzer Straße
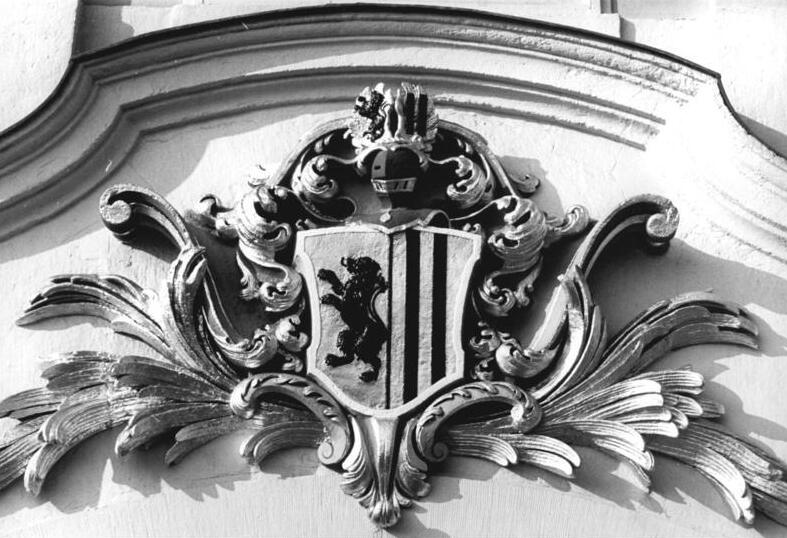
Wappen an der Fassade des Gewandhauses, Innere Altstadt
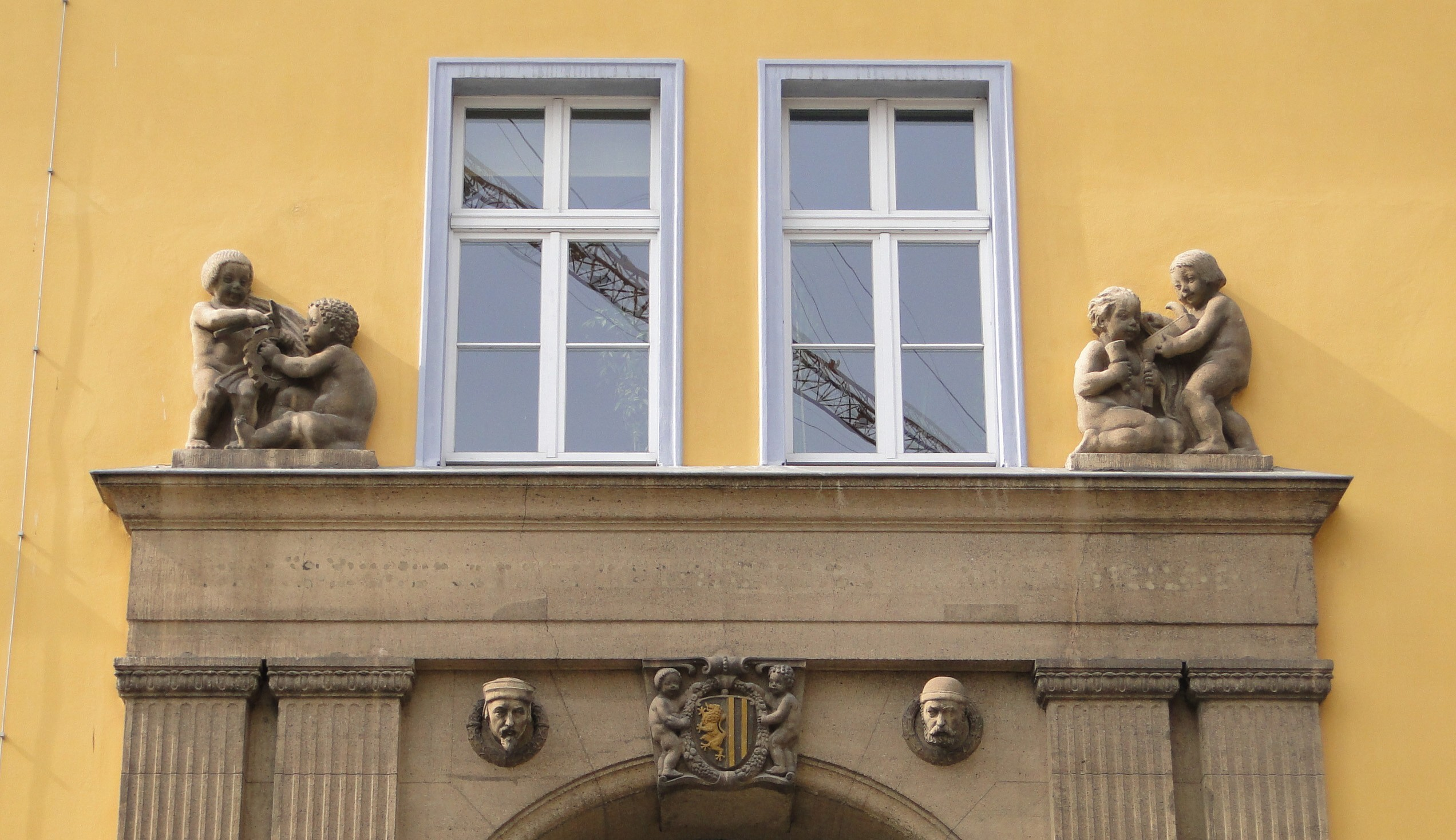
Schulportal mit Stadtwappen und figürlicher Gestaltung durch Otto Pilz
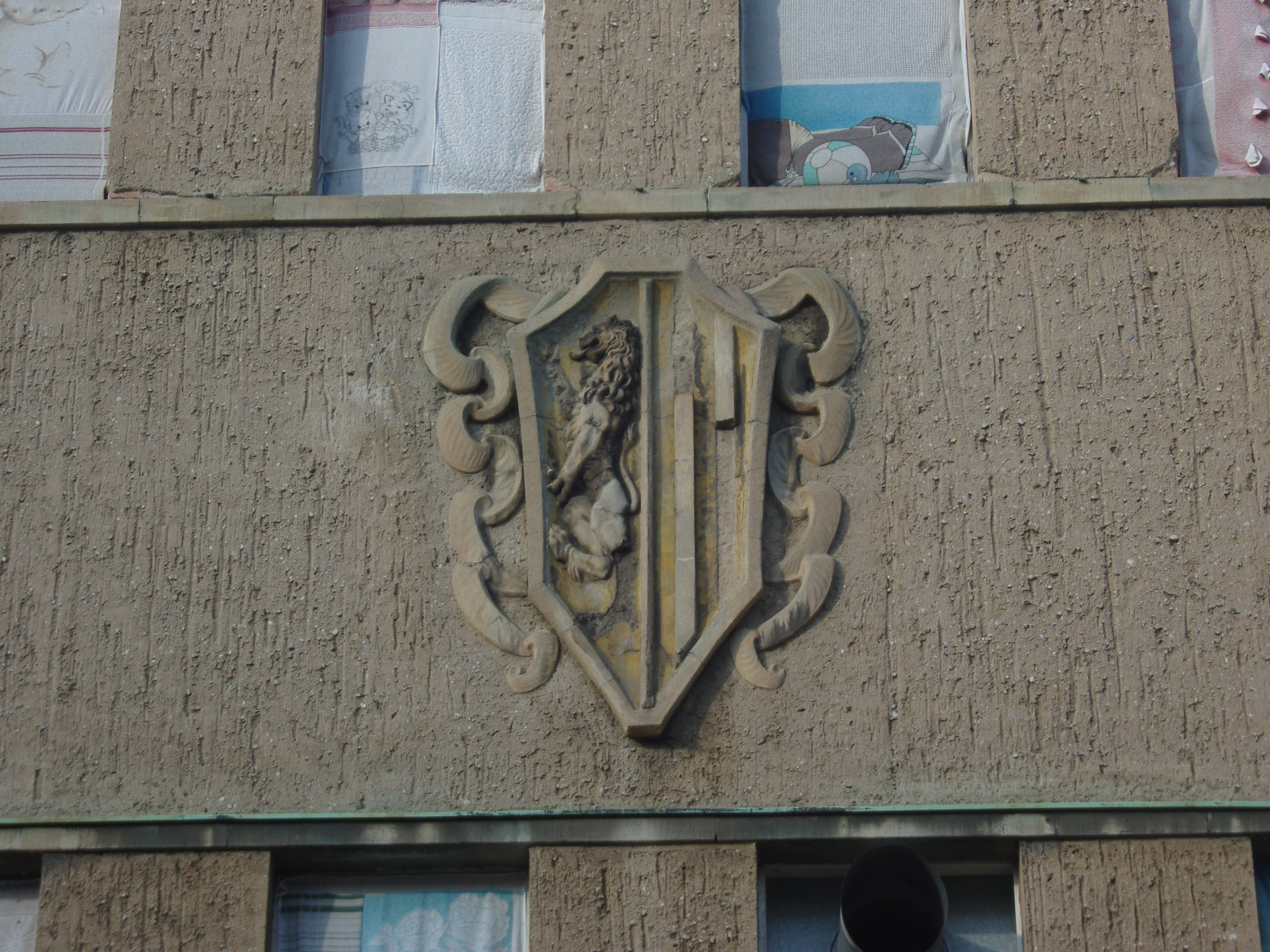
Stadtwappen an der Fassade des Sachsenbades
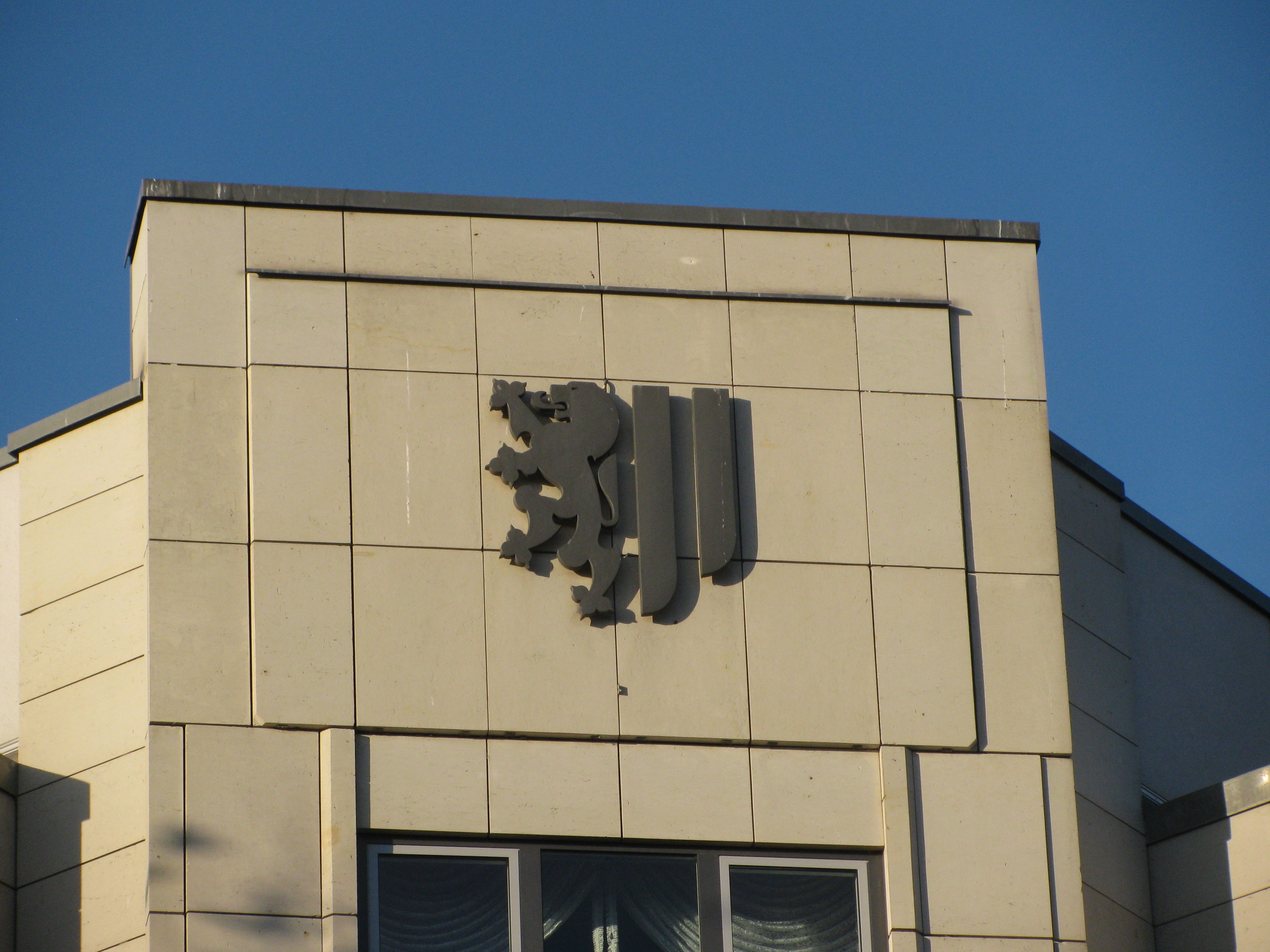
Wappen an einem Wohnhaus an der Hauptstraße
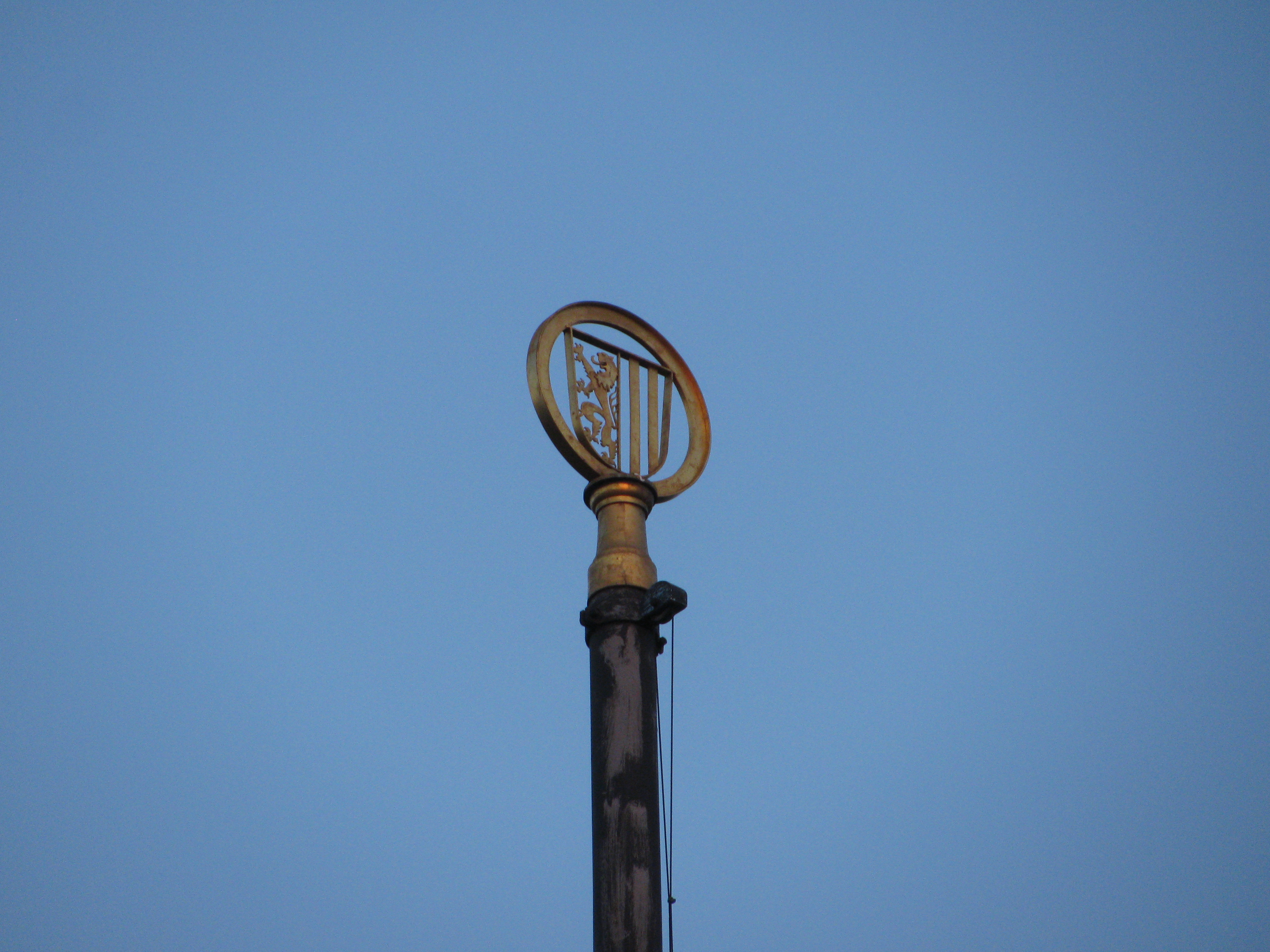
Wappen auf der Spitze eines Fahnenmasts am Neustädter Markt am Eingang zur Hauptstraße
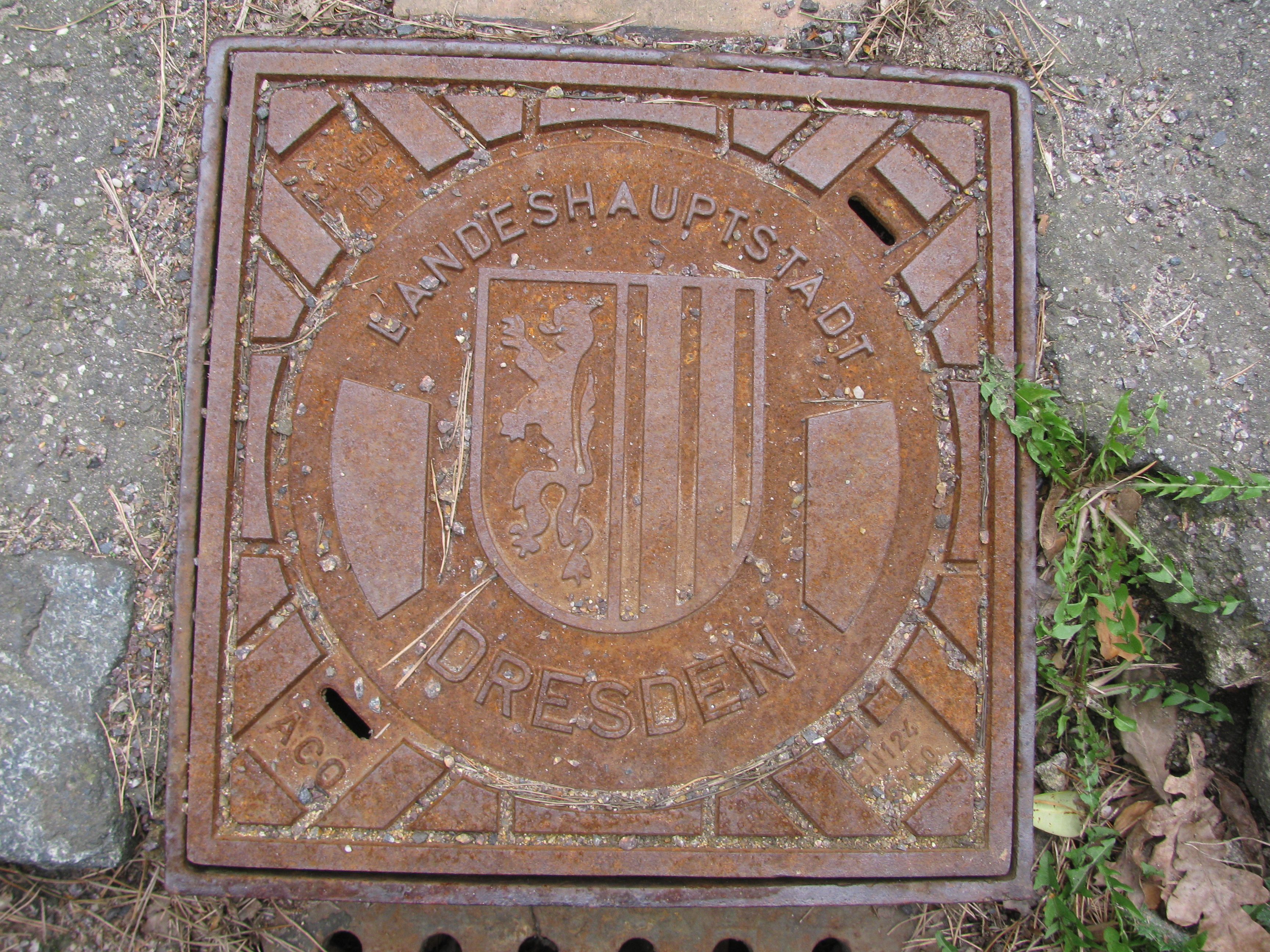
Wappen auf einem Kanaldeckel auf dem Tännichtweg in Hellerau
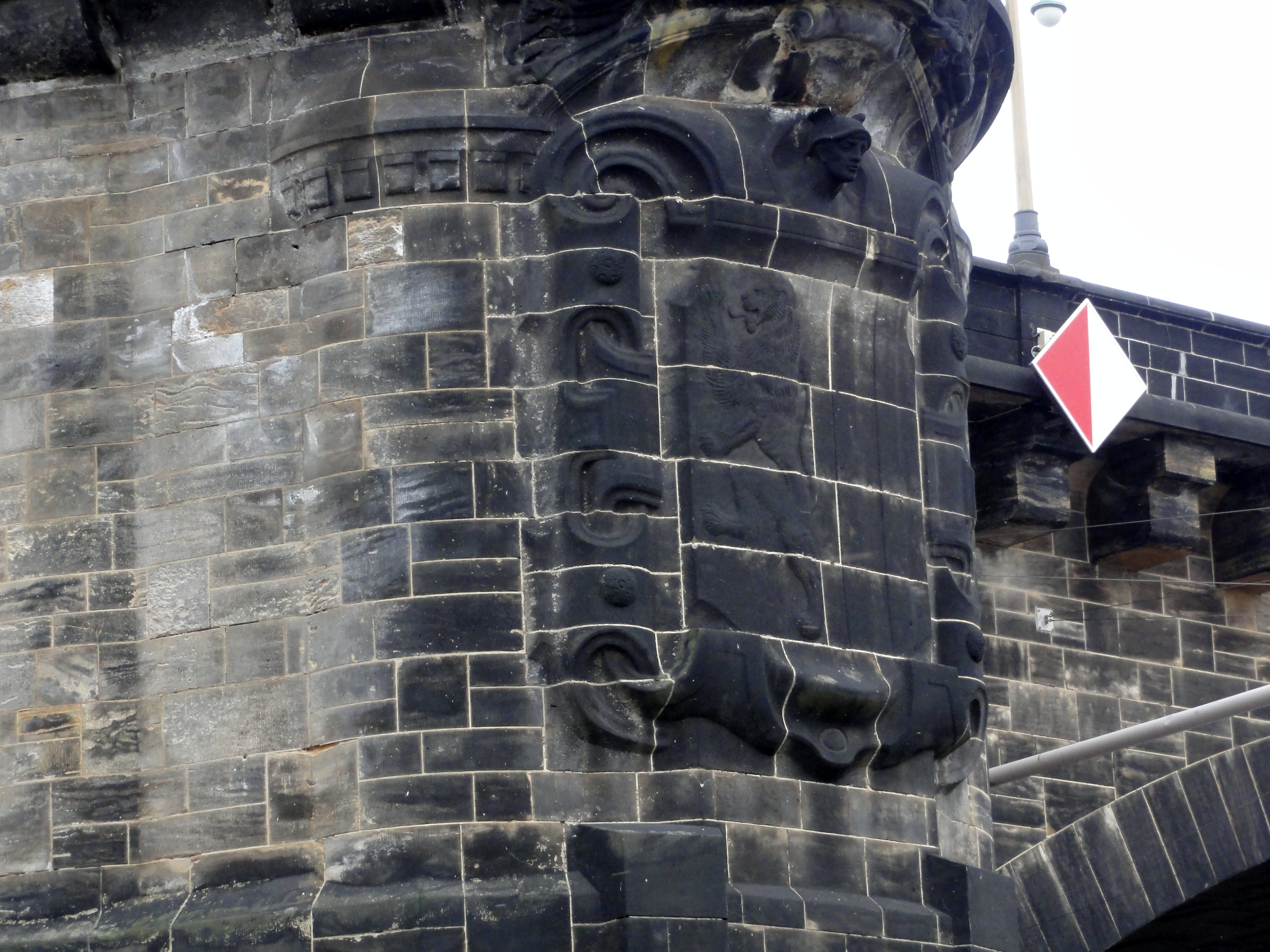
Stadtwappen an einem Pfeiler der Augustusbrücke
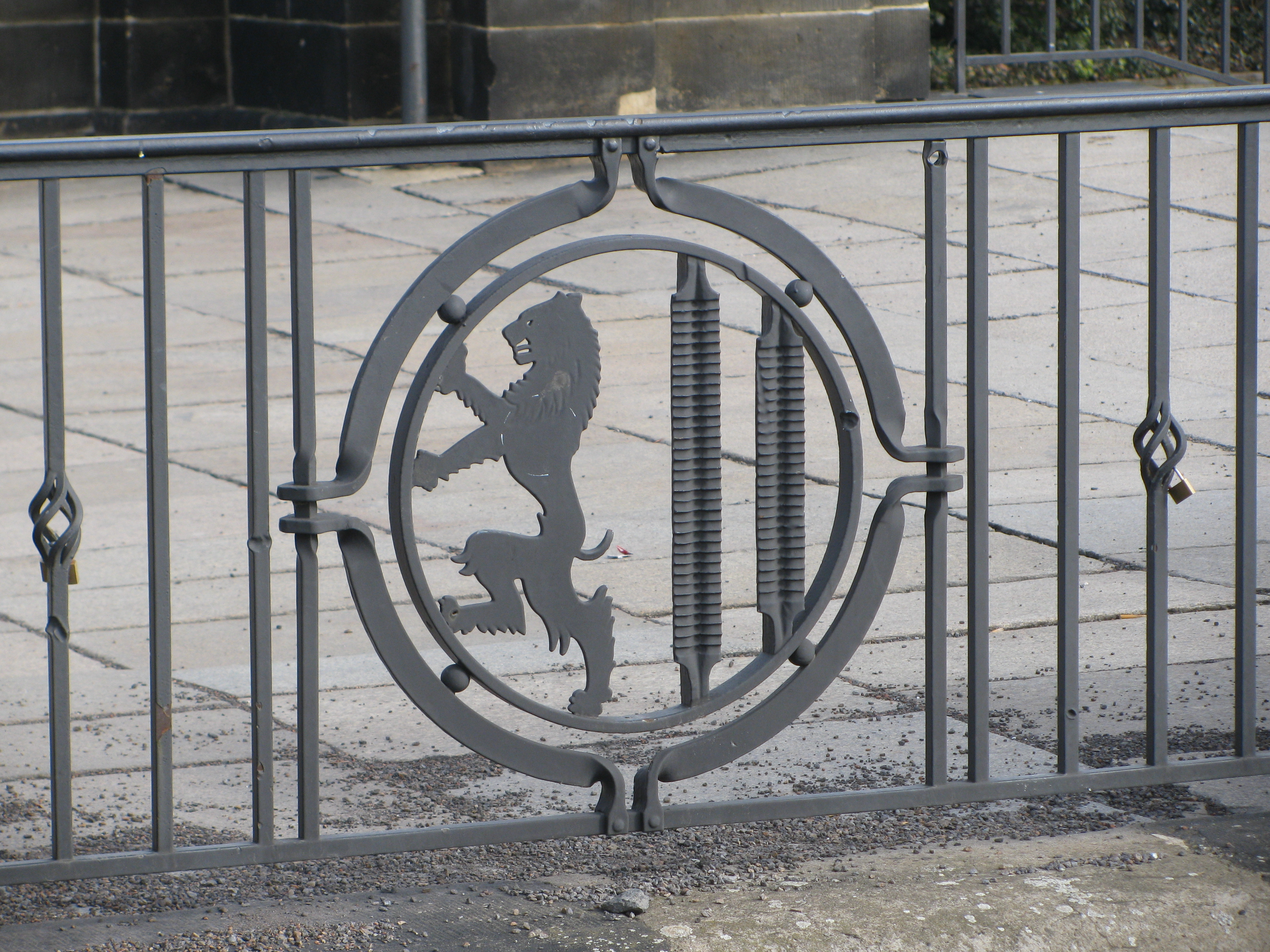
Stadtwappen an einem Geländer der Augustusbrücke
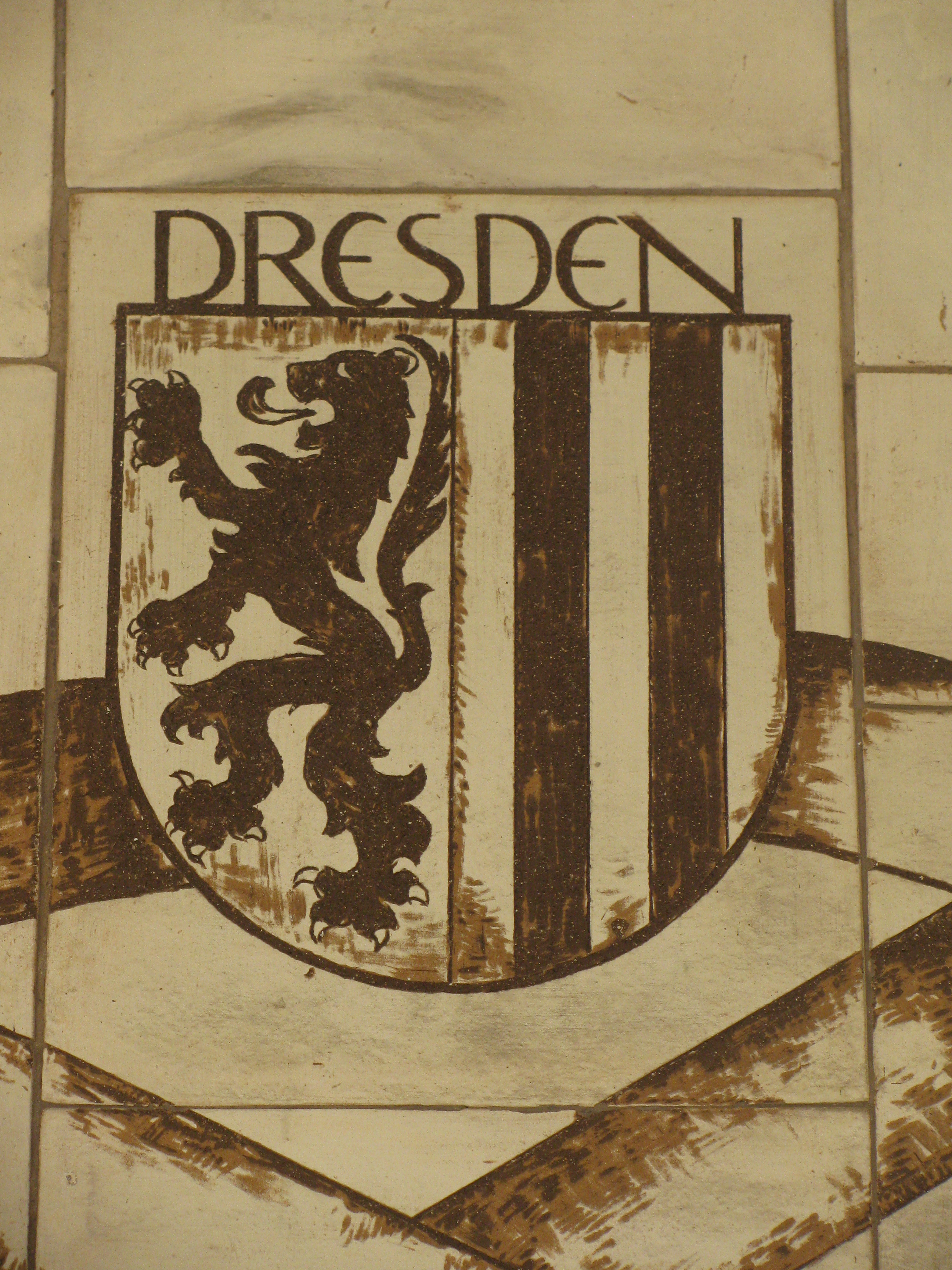
Stadtwappen unter der Augustusbrücke

## Marine
Mehrere Schiffe der Kaiserlichen Marine führten das offizielle Stadtwappen als Schiffswappen, darunter der Kleine Kreuzer Dresden von 1908 und sein zehn Jahre später vom Stapel gelaufener gleichnamiger Nachfolger.